# Най-смешните животни и хора на планетата
„Най-смешните животни и хора на планетата“ е комедийно предаване на bTV, стартирало на 9 декември 2000 г. Автор, водещ и изпълнителен продуцент е Робин Кафалиев. Първоначално се излъчва под името „Най-смешните животни на планетата“ до средата на 2002. Излъчва се по bTV всяка събота от 12:30 ч. с продължителност 30 минути.
На 29 юни 2013 г. е последното издание на шоуто след 13 години ефир.

## Концепция
Базира се на американското предаване The Planet's Funniest Animals, излъчено по Animal Planet. Предаването излъчва видеа, съдържащи смешни ситуации и случки с животни и хора от различните краища на света.

## Рубрики

### Най-смешните животни и хора в България
В рубриката се излъчват смешни видеа от България.

### Живини
В рубриката се излъчват смешни видеа, под хумористичния коментар тип новини от Робин Кафалиев.

## Екип
| Водещ              | Робин Кафалиев     |
| Режисьор           | Краси Колев        |
| Режисьор на пулт   | Ася Цанкова        |
| Отговорен оператор | Румен Златинов     |
| Звукорежисьор      | Галина Наумова     |
| Асистент-режисьор  | Светлана Димитрова |
| Редактор           | Христо Христов     |
| Директор продукция | Краси Борисов      |
| Асистент продукция | Станислав Стоянов  |